# NGC 5822
NGC 5822 is een open sterrenhoop in het sterrenbeeld Wolf. Het hemelobject werd op 3 juli 1836 ontdekt door de Britse astronoom John Herschel.

## Synoniemen
- OCL 937
- ESO 176-SC9